# Skiffertapakul
Skiffertapakul (Scytalopus acutirostris) är en fågel i familjen tapakuler inom ordningen tättingar.

## Utbredning och systematik
Fågeln förekommer i centrala Anderna i Peru (östra La Libertad i Junín). Den behandlas som monotypisk, det vill säga att den inte delas in i några underarter.

## Status
IUCN kategoriserar arten som livskraftig.